# Anfisa Pochkalova
Anfisa Serhivna Pochkalova –en ucraniano, Анфіса Сергіївна Почкалова– (Lvov, 1 de marzo de 1990) es una deportista ucraniana que compite en esgrima, especialista en la modalidad de espada.
Ganó dos medallas de  bronce en el Campeonato Mundial de Esgrima, en los años 2009 y 2015.
Participó en dos Juegos Olímpicos de Verano, ocupando el octavo lugar tanto en Londres 2012 como en Río de Janeiro 2016, en ambas ocasiones en la prueba por equipos.

## Palmarés internacional
| Campeonato Mundial | Campeonato Mundial | Campeonato Mundial | Campeonato Mundial |
| Año                | Lugar              | Medalla            | Prueba             |
| ------------------ | ------------------ | ------------------ | ------------------ |
| 2009               | Antalya (Turquía)  | Medalla de bronce  | Espada individual  |
| 2015               | Moscú (Rusia)      | Medalla de bronce  | Espada por equipos |